# Roger Mortimer (1er baron Mortimer de Chirk)
Pour les articles homonymes, voir Roger Mortimer.
Roger Mortimer (vers 1256 - 3 août 1326), 1er baron Mortimer de Chirk, fut un important baron des Marches galloises du XIVe siècle, connu principalement pour son opposition au roi Édouard II d'Angleterre.

## Biographie

### Début de carrière
Roger était le troisième fils de Roger Mortimer, 1er baron Mortimer de Wigmore, un puissant seigneur des Marches, à la frontière du pays de Galles ; et de Mathilde de Briouze, elle-même grandement possessionnée de son plein droit dans ces territoires. Il était le frère cadet d'Edmond Mortimer, 2e baron Mortimer, et donc l'oncle de Roger Mortimer, 1er comte de March.
Roger épousa Lucy Wafre, fille du sire Robert Wafre, seigneur de Hopton Wafre, de qui il eut un fils, appelé également Roger. Ils se marièrent possiblement le 8 juin 1286, quand Roger vint au manoir de Tedstone Wafre. Sa femme lui apporta en dot les seigneuries de Pencelli et Tir Ralph dans l'honneur de Brecon.
En 1277, le seigneur du Nord Powys mourut en laissant deux fils. Mortimer fut chargé par le roi de leur tutelle. Quatre ans plus tard, on retrouva leurs corps dans le fleuve Dee, et Mortimer fut accusé de leur assassinat. Ils étaient les derniers représentants d'une lignée royale, et Mortimer, coupable ou non, reçut leurs terres. Il est possible que Mortimer ait eu besoin de ces domaines afin d'élever son neveu, Roger en en faisant le gardien[réf. incomplète].
En 1282, les guerres galloises éclatèrent et Chirk, militaire de carrière, y fut capitaine dans l'armée royale anglaise. Probablement après 1295, Roger commença des travaux au château de Chirk, possiblement conçu par Jacques de Saint-Georges, l'architecte du château de Beaumaris, mais le château était encore inachevé à la mort du seigneur de Chirk.
Mortimer combattit à la bataille de Falkirk en 1298, où William Wallace fut définitivement vaincu. Le 6 février, il fut fait seigneur de Chirk. Les Mortimer soutenaient la politique royale en Écosse et dans les Marches. Le 22 mai 1306, Mortimer fut fait chevalier à Westminster lors de la fête des cygnes, son titre lui donnant un rang tout à fait convenable pour intégrer la suite royale. Chirk porta hommage au nouveau roi Édouard II, et se trouvait à ses côtés lors des négociations de mariage entre le souverain et Isabelle de France, fille du roi de France. Ils arrivèrent à Douvres le 19 janvier 1308, et Mortimer laissa Édouard traverser la Manche[réf. incomplète].
Les Mortimer acquirent de vastes domaines en prenant le brutal contrôle des forteresses galloises. Roger se vit également remercier par la connétablie de Blaenyllfori et de Dinas, au nord du pays de Galles. Son pouvoir était tel qu'il était presque un prince de Galles par substitution dans ses domaines. Anticipant le conflit entre la noblesse anglaise et Pierre Gaveston, favori du roi, Chirk évita la confrontation quand Gaveston fut nommé régent du royaume en l'absence du roi.

### Conflit avec Griffin de la Pole
Mortimer se préparait à attaquer Griffin de la Pole. L'héritier du Gallois était mort pupille du roi, ne laissant qu'une fille, Hawise, qui avait épousé Thomas de Charlton. Griffin était l'oncle d'Hawise et selon la loi salique, l'héritage ne devait revenir qu'à des hommes. Griffin attaqua John de Charlton au château de Welshpool dans le but de recouvrer ses propriétés, tandis que le roi ignorait les requêtes d'un jugement légal. Griffin rechercha l'aide du comte de Lancastre Thomas Plantagenêt, récemment marié à l'héritière d'Henry de Lacy, comte de Lincoln, Alice.
Chirk reçut l'ordre royal de briser le siège, mais la Pole refusa l'arbitrage royal. John de Cromwell, l'intendant royal, fut envoyé afin de calmer Griffin, mais ce dernier continua à tout refuser. Abandonné de Lancastre, Griffin trouva un nouveau soutien en la personne d'Edmond FitzAlan, comte d'Arundel, un autre seigneur des Marches. C'était un acte de trahison. Enfin, Chirk parvint à briser la résistance du château et fit Griffin prisonnier. Voyant ses alliés humiliés et flétris, Lancastre eut une violente dispute avec Chirk, lors de la commission d'enquête à Westminster. Lancastre jura aux Mortimers une haine éternelle. La mort de Gaveston quelques mois plus tard laissa aux Mortimer le soin de défendre leurs possessions contre les Lancastriens.

### Le rôle de Chirk à Bannockburn
En mars 1314, le roi confia à Chirk la mission de trouver 3 000 soldats gallois pour sa campagne en Écosse. Ils quittèrent les Marches le 27 mai, en direction du Nord. L'armée se rassembla au château de Wark, puis à Berwick, et fit mouvement vers le château de Stirling. La plus grande partie des forces s'était mise en route depuis Berwick le 17 juin, et atteignit Édimbourg trois jours plus tard. Le 22 juin, ils quittaient la ville et marchaient à travers les Highlands d'Écosse en direction de Stirling. Le jour suivant, 23 juin, Stirling était en vue. Un témoignage rapporte qu'ils se mirent en embuscade à New Park. Lors de la catastrophique bataille du 24 juin, Chirk était certainement parmi la garde de la Maison du Roi. Ils rallièrent le roi parmi 500 chevaliers lorsque tout sembla perdu. Chirk a pu participer à la manœuvre de sauvegarde du comte de Pembroke, alors que le roi fuyait vers le château. Ian Mortimer suggère que Chirk, alors âgé de cinquante-huit ans, ait pu agir comme conseiller des archers gallois[réf. incomplète].

### La révolte de Llywelyn Bren
Le 28 janvier 1316, le bailli, ou Sheriff, de Glamorgan et ses hommes tenaient leur cour en dehors des murs du château de Caerphilly quand ils furent attaqués par un groupe de Gallois conduit par Llywelyn Bren. Ce dernier avait déclaré la guerre contre la mauvaise administration de Payn de Turberville, un nouvel émissaire du roi. Des années de famine et de taxes punitives avaient conduit Llywelyn à des mesures désespérées pour protéger son peuple. Le comte de Hereford et les Mortimer reçurent ordre de lever des hommes et d'écraser la rébellion. Une armée royale de 2 150 hommes marcha depuis Bristol jusqu'à Caerphilly, et Llywelyn se rendit. Juste avant cet évènement, Chirk avait assisté au mariage de son neveu Edmond avec Elizabeth Badlesmere, fille de Lord Badlesmere, à Ernwood, près de Kinlet. Il est possible que Chirk fût présent au siège de Bristol le 26 juillet 1316.

### Justiciar du pays de Galles
Les troubles en pays de Galles eurent pour effet de pousser le parti de Lancastre à faire renvoyer Chirk de ses fonctions en janvier 1315. Mais lorsque la principauté fut pacifiée, Chirk fut à nouveau missionné, et comme Seigneur Justicier en Galles du Nord en octobre 1316.
Dans les années 1320, Chirk fut à l'intérieur de sa famille le personnage principal, et en âpre compétition avec les Despensers, famille rivale des Marches, conduite par Hugues le Despenser l'Aîné et son fils Hugues le Despenser le Jeune, favori du roi Édouard II. Ils s'emparèrent de la seigneurie de Gower ainsi que d'autres à l'occasion de guerres privées, sans scrupules.

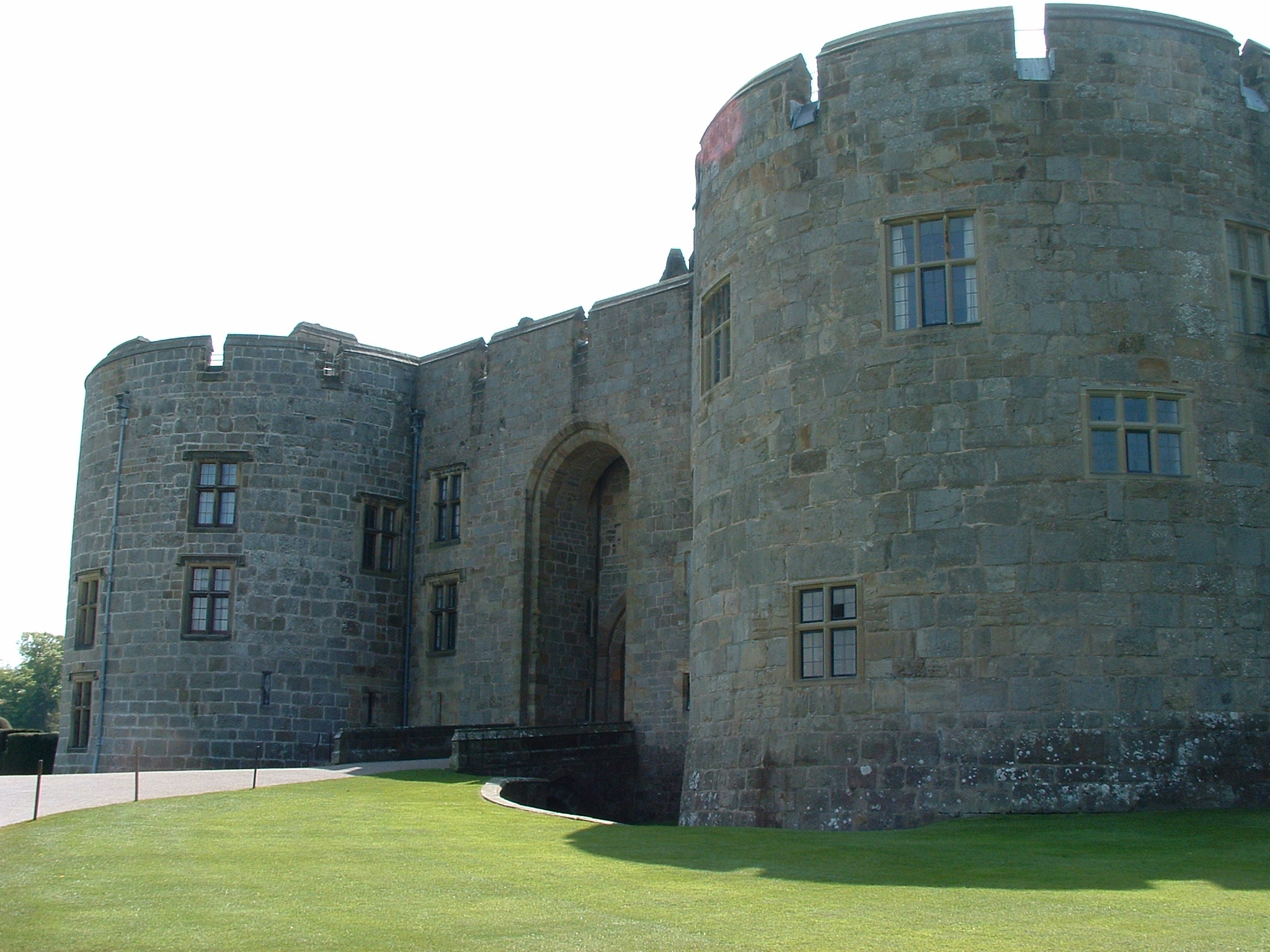
Roger Mortimer fit des travaux à Chirk Castle

### La guerre des Despenser
Avec l'exil des Despenser, la reine Isabelle désirait ardemment aider le roi. Elle conduisit une armée avec le comte d'Arundel pour assiéger le baron Badlesmere, un affidé de Lancastre, au château de Leeds (propriété personnelle de la reine).
Le 8 décembre 1321, le roi arriva à Cirencester. Remontant le cours de la Severn depuis Gloucester, il rejoignit les Despenser, rappelés entretemps, et traversa le fleuve à Shrewsbury. Voyant la situation désespérée, les Mortimer se rendirent en janvier 1322. D'autres rejoignirent Lancastre au Nord. Chirk et son neveu Roger furent envoyés à la Tour de Londres ; leurs partisans au château de Wallingford.

### Mort
Roger Mortimer de Chirk et son neveu, plus tard amant et allié d'Isabelle (cf. les séries romanesques et télévisées Les Rois maudits), négocièrent un armistice, évitant ainsi une exécution immédiate. Envoyé à la Tour de Londres, détenu dans des conditions misérables, le seigneur de Chirk y mourut, probablement des suites des blessures reçues durant la guerre, le 3 août 1326. Il fut enterré au prieuré de Saint-Augustin, à Bristol.
Son neveu, Roger Mortimer, parvint à s'enfuir en France où, rejoignant Isabelle, il se mit à la tête de la rébellion victorieuse contre le roi. Roger Mortimer de Wigmore acheva les travaux du château de Chirk avant sa mort, en 1330.